# Gullah (Gemeinschaft)

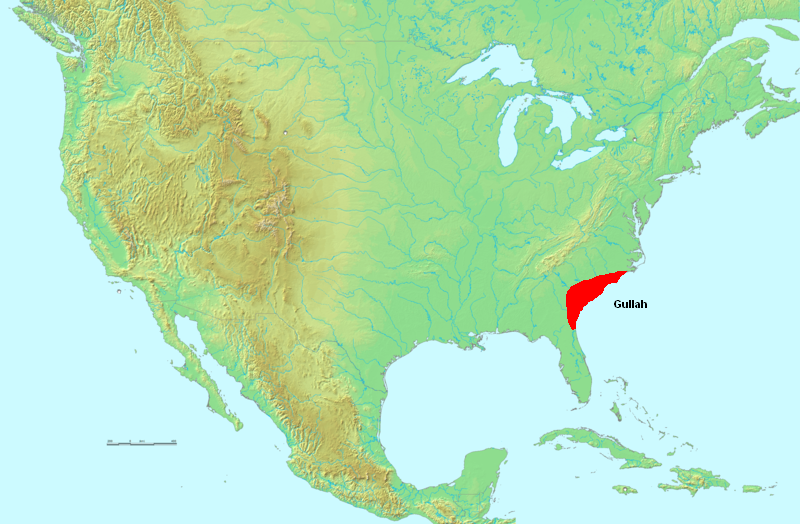
Verbreitungsgebiet der Gullah

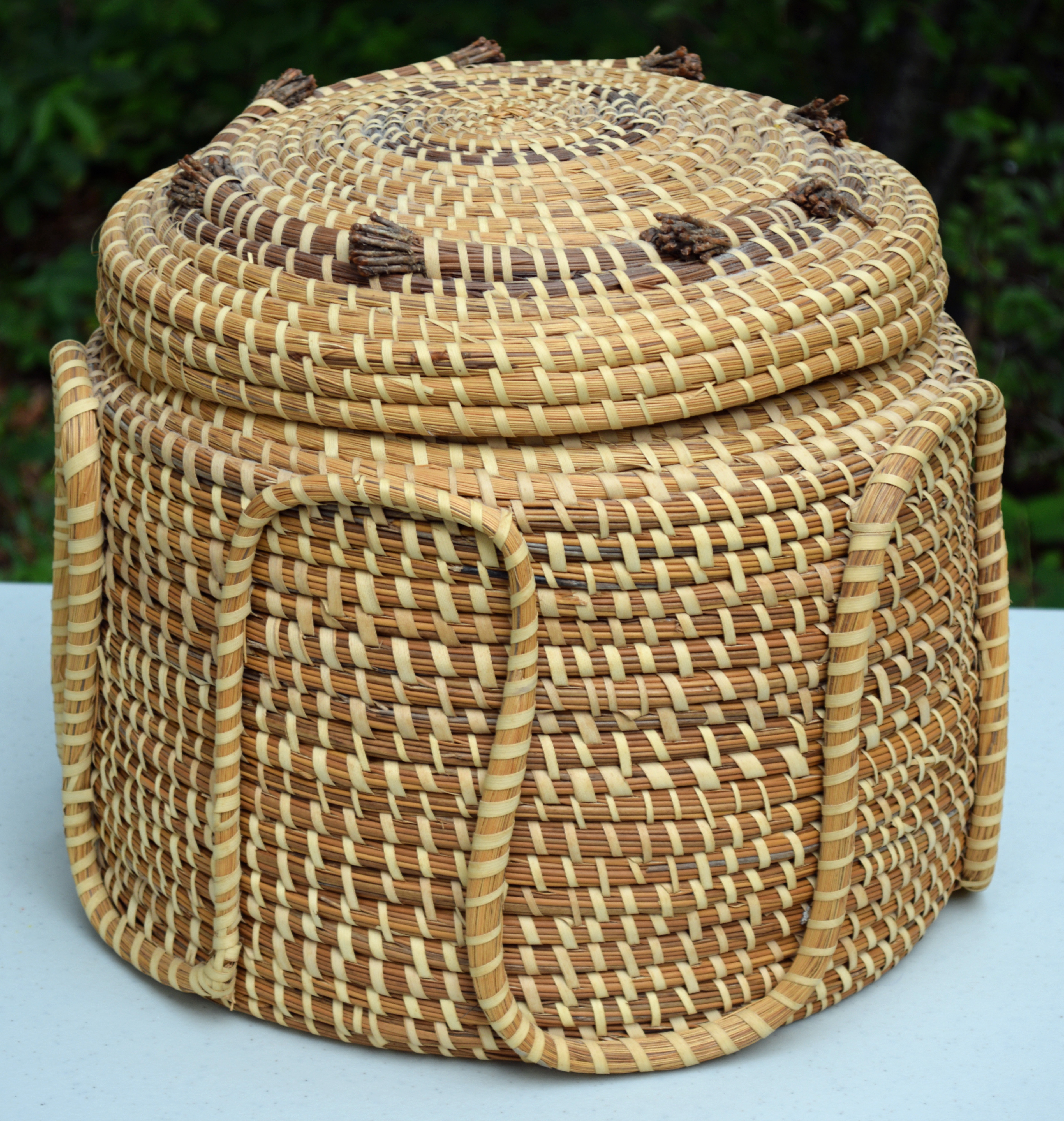
Geflochtener Korb der Gullah (2014)

Die Gullah sind eine ethnische afroamerikanische Gemeinschaft an der Küste von South Carolina, Georgia, Florida und den Sea Islands in den Vereinigten Staaten. Sie stammen vor allem von befreiten Sklaven aus Bunce Island in Sierra Leone ab und sind vorwiegend ethnische Mende und Kissi.
Die Gullah sprechen die gleichnamige Sprache.
Mit der Erforschung der Gullah und ihrer Herkunft beschäftigt sich vor allem Joseph Opala, der auch die „Homecoming“ 1989, 1997 und 2005 nach Bunce Island organisierte. Bekannte Vertreterin der Gullah ist die ehemalige First Lady Michelle Obama, deren Vater ein Gullah war.

## Filme
- Julie Dash, Daughters of the Dust, Spielfilm, USA 1991.
- Tim Carrier, Family Across the Sea, Dokumentation, USA 1991, 56 Minuten.
- Angel Serrano, Alvaro Toepke: The Language You Cry In, Dokumentation, USA 1998.